# 雷打石
雷打石（英語：Lui Ta Shek）位於香港西貢區西貢西郊野公園內，高度為海拔379米，鄰近大網仔。雷打石名字源於山頂附近的一頭巨石。

## 相關
- 雞公山 (西貢)
- 花苗山（畫眉山）
- 大王爺墩
- 牛耳石山
- 石屋山